# Analele Universității București. Seria Filosofie
Analele Universității București - Seria Filosofie (1957 - prezent) este o revistă academică românească de filosofie publicată de Editura Universității din București. Până în anul 2011, s-au publicat articole în limbile română, engleză, franceză, italiană, germană; din 2011 revista publică doar articole în limba engleză.
Din comitetul științific de redacție fac parte Radu J. Bogdan, Monique Castillo, Kit Fine, Mircea Flonta, Andrew Louth, Vasile Morar, Ilie Pârvu, Julian Savulescu, Manuel Sumares, Richard Swinburne, James Tartaglia, Luís António Umbelino, Gheorghe Vlăduțescu, Jean-Jacques Wunenburger .
Revista este indexată în baze științifice de date internaționale: ESCI (Emerging Sources Citation Index - Web of Science), EBSCOhost, Philosopher's Index with Full Text, ERIH Plus, CEEOL și DOAJ .